# Капернаум (фильм)
«Капернау́м» (араб. کفرناحوم‎) — ливанский художественный фильм режиссёра Надин Лабаки с Зайном Эр-Рафъи в главной роли, вышедший на экраны в 2018 году. Премьерный показ состоялся 17 мая 2018 года на Каннском кинофестивале, где картина была удостоена приза жюри и приза экуменического жюри. Её номинировали на премию «Оскар» 2019 года как лучший фильм на иностранном языке (это вторая номинация на «Оскар» в истории ливанского кино).

## Сюжет
Действие фильма происходит в Бейруте. Капернаум (араб. كفرناحوم‎, Кафарнаху́м) — исчезнувший город в Галилее, название которого стало во французском языке художественной метафорой «настоящей свалки». Авторы фильма имеют в виду бейрутские трущобы.
Главный герой картины — двенадцатилетний мальчик по имени Зейн Эль-Хадж, отбывающий в тюрьме для несовершеннолетних пятилетний срок. Он подал судебный иск против родителей за то, что они его родили. Никто не знает дату рождения Зейна, у него нет документов. Параллельно чиновники занимаются депортацией нескольких эфиопок, в том числе молодой женщины по имени Рахиль.
Следующие сцены относятся к более ранним событиям. Зейн растёт в неблагополучной многодетной семье, где зарабатывает деньги вместе с 11-летней сестрой Саха́р, покупая по поддельным рецептам психотроп трамадол и вымачивая в его порошке одежду, которую их мать Суад затем продаёт в тюрьме. Он работает ещё и грузчиком в лавке Ассада, у которого семья снимает жильё. Ассад, взрослый мужчина, проявляет интерес к Сахар, что пугает Зейна. Брат и сестра решают сбежать из дома, но родители выдают Сахар за Ассада, и Зейн сбегает один. Вскоре запасы и деньги кончаются, Зейн пытается найти работу, но везде получает отказы, так как у него нет документов.
В парке развлечений мальчика замечает Рахиль. Она берёт его к себе домой, в хибару из листового железа, чтобы он присматривал за её нелегально рождённым сыном Йонасом. Вскоре Рахиль отправляют в депортационную тюрьму из-за истечения срока вида на жительство. Зейн, чтобы прокормить ребёнка, снова продаёт трамадол. Мошенник Аспро обещает переправить его в Швецию в обмен на Йонаса, Зейн отдаёт ребёнка, так как всё равно не может о нём заботиться. Он едет в родной дом, чтобы найти хоть какие-то документы, но родители поднимают его на смех. Зейн узнаёт, что Сахар умерла, и бросается на Ассада с ножом, за что его приговаривают к пяти годам тюрьмы.
В заключении Зейн узнаёт об очередной беременности матери и о том, что она собирается назвать будущего ребёнка Сахар. Он звонит на передачу, посвящённую детям из неблагополучных семей, и рассказывает, что не в силах больше терпеть безответственное поведение взрослых. Полиция приходит в дом Аспро и находит там спрятанных нелегальных мигрантов, в том числе Йонаса. Рахиль возвращают сына и отправляют в Эфиопию. Зейн получает своё первое удостоверение личности.

## В ролях
| Актёр                     | Роль                         |
| ------------------------- | ---------------------------- |
| Зайн Эр-Рафъи             | Зейн                         |
| Йорданос Шифера           | Рахиль                       |
| Болуватифе Трежер Банколе | Йонас                        |
| Каусар Эль-Хаддад         | Суад мать Зейна              |
| Фади Камель Юсеф          | Селим отец Зейна             |
| Хаита «Седра» Иззам       | Сахар сестра Зейна           |
| Алаа Шушния               | Аспро                        |
| Надин Лабаки              | Надин Эль-Алам адвокат Зейна |

## Релиз и восприятие
Премьерный показ «Капернаума» состоялся 17 мая 2018 года на Каннском кинофестивале. В целом фильм был встречен положительно: на сайте Rotten Tomatoes он получил 148 положительных рецензий из 164 с рейтингом одобрения 90 % (оценка 7,89 из 10). Отдельные рецензенты пишут об излишней прямолинейности сюжета, но при этом высоко оценивают игру Зайна Эр-Рафъи и Болуватифе Трежер Банколе.
Награды и номинации
- 2018 — участие в конкурсной программе Каннского кинофестиваля, где лента получила три награды: приз жюри, приз экуменического жюри и приз гражданства.
- 2018 — приз за лучший сценарий Стокгольмского кинофестиваля.
- 2018 — приз зрительских симпатий Гентского, Норвежского, Сараевского и Мельбурнского кинофестивалей.
- 2018 — Азиатско-Тихоокеанская кинопремия за лучшую режиссуру (Надин Лабаки), а также номинация в категории «Лучшая мужская роль» (Зайн Эр-Рафъи).
- 2018 — Премия британского независимого кино за лучший независимый международный фильм.
- 2018 — номинация на приз за лучший операторский дебют на кинофестивале Camerimage (Кристофер Аун).
- 2019 — приз зрительских симпатий Роттердамского кинофестиваля.
- 2019 — номинация на премию «Оскар» за лучший фильм на иностранном языке.
- 2019 — номинация на премию «Золотой глобус» за лучший фильм на иностранном языке.
- 2019 — номинация на премию BAFTA за лучший фильм не на английском языке.
- 2019 — номинация на премию «Сезар» за лучший зарубежный фильм.
- 2019 — премия «Аманда» за лучший зарубежный фильм.
- 2019 — две премии «Молодой актёр»: прорывное исполнение роли (Зайн Эр-Рафъи), гуманитарная награда (Надин Лабаки).
- 2020 — номинация на премию «Бодиль» за лучший неамериканский фильм.
- 2020 — номинация на премию «Золотой жук» за лучший зарубежный фильм.